# 沈阳工业大学
沈阳工业大学，总校区位于中国辽宁省沈阳市沈阳经济技术开发区沈辽西路111号，是一所多科性研究应用型大学。

## 发展历程
沈阳工业大学的前身是成立于1949年的东北机械管理局技工学校。
1949年9月，改名为机械工业管理局机械职业学校。
1950年8月，改为中等专业学校，校名为机械工业管理局机械高级职业学校，开始面向全国招生。
1952年10月，学校北迁至长春市，改名为机器工业学校。1954年改名为长春机器制造学校。
1955年5月，经第一机械工业部批准，学校回迁沈阳市，改名为沈阳机器制造学校。
1958年8月，学校由中专学校晋升为工科大学，校名为沈阳机电学院，隶属沈阳市。
1979年，学校开始招收第一届研究生。
1981年，铸造、电子仪器及测量技术两个学科首次获得硕士学位授予权，当时的本科各专业获学士学位授予权。
1985年6月10日，沈阳机电学院改名为沈阳工业大学。
1990年10月，电机学科获博士学位授予权
1996年，电气学科获博士学位授予权。
1998年，材料加工工程学科获博士学位授予权。
2001年，电气工程一级学科获准建立博士后科研流动站， 电机与电器学科获准为国家重点学科。
2002年2月，原辽阳石油化工高等专科学校整体并入，成为沈阳工业大学辽阳校区。
2017年10月，理學院向香港鋼琴家王南頒授物理客座教授榮譽 。

### 与沈阳机器制造学校的渊源
历史上还有另外一所沈阳机器制造学校，即由樊鹏教授奉第一机械部之命组建的部属师资学校。这所学校曾集中了中国最优秀的铸造与焊接师资。
由于三年困难，该校降格为中专，文革后与沈阳机电学院合并，仍然称“沈阳机电学院”，校舍称“南院”，长期为校部所在地，称沈阳工业大学兴顺校区。至今上述两个专业仍然被认为是沈阳工业大学的名牌。
樊鹏为振动专业资深专家，曾应辽宁省及劳动人事部之邀部主编在职专业外语进修教材。

## 学院设置
- 机械工程学院
- 材料科学与工程学院
- 电气工程学院
- 信息科学与工程学院
- 管理学院
- 理学院
- 建筑与土木工程学院
- 经济学院
- 文法学院
- 外国语学院
- 软件学院
- 人工智能学院
- 环境与化学工程学院
- 留学生学院
- 本生国际学院
- 继续教育学院
- 马克思主义学院
- 创新创业学院
- 体育部
- 工程实训中心
- 石油化工学院
- 化工过程自动化学院
- 化工装备学院
- 商贸学院
- 辽阳分校基础部
- 辽阳分校继续教育中心
- 辽阳分校工程实践中心
- 辽阳分校创新创业分院[4]

## 学校现状
学校现主要分布在三个校区，分别为：
- 沈阳工业大学中央校区位于沈阳经济技术开发区沈辽西路111号
- 沈阳工业大学兴顺校区位于沈阳市铁西区兴顺街南十三路1号
- 沈阳工业大学辽阳校区位于辽阳市宏伟区光华街30号

学校总占地面积159.6万平方米，校舍建筑面积61.9万平方米，设有17个学院、3个教学部和2个工程实践中心，共设42个本科专业、18个专科专业。
17个学院分别为：机械工程学院、材料科学与工程学院、电气工程学院、信息科学与工程学院、管理学院、理学院、建筑工程学院、经济学院、文法学院、外语学院、国际教育学院、软件学院、研究生学院、成人教育学院、高等职业技术学院、石油化工学院、工程学院

## 两院院士
- 唐任远
- 朱英浩
- 胡壮麒

## 名人校友
- 谢世煌，阿里巴巴集团联合创始人、投资总经理、资深总监及公司产品开发部负责人，沈阳工业大学工程学学士学位。
- 李波，曾任辽宁省本溪市市长，现任中共本溪市委书记（2006）。毕业于沈阳工业大学。
- 孙德良，毕业于沈阳工业大学计算机专业，中国化工网总裁和创立者。
- 周福仁，沈阳工业大学和中国社会科学院研究生院 ，西洋集团董事长兼总经理。
- 王立鼎，中国科学院院士。
- 秦嵐，畢業於會計學系，中國女演員。